# Хедоу, Фрэнк
Патрик Фрэнсис (Фрэнк) Хедоу (англ. Patrick Francis (Frank) Hadow; 24 января 1855, Риджентс-парк, Лондон — 29 июня 1946, Бриджуотер, графство Сомерсет) — английский игрок в теннис и крикет; победитель Уимблдонского турнира в 1878 году.

## Общая информация
Родился в Лондоне, в семье Патрика Дугласа Хедоу и Эммы Гарриэт Нисбет. Его отец был выпускником
Баллиол-колледжа в Оксфорде и председателем британской транспортной компании под названием P&O Shipping Company.
Шесть из семи братьев Хедоу (и в их числе Фрэнк) учились в публичной школе для мальчиков в Хэрроу и были известны как отличные игроки в рэкетс и крикет.
Старший из братьев, Дуглас Роберт, погиб во время восхождения на Маттерхорн в 1865 году.
Большую часть своей жизни Фрэнк Хедоу провёл за пределами Британских Островов, в основном на Цейлоне, где он управлял чайной плантацией.
Он завоевал своё место в истории, когда в 1878 году, находясь на отдыхе в Англии, в Челлендж-раунде Уимблдонского турнира в трех партиях обыграл действующего (первого) победителя Спенсера Гора. На вопрос будет ли он защищать свой титул Фрэнк Хедоу, как сообщают, ответил: «Нет, сэр. Это игра для девочек, с мягким мячом». И он сдержал своё слово, таким образом став единственным теннисистом, из тех кто побеждал на Уимблдоне, кому удалось на этих соревнованиях, в одиночном разряде, не проиграть ни одного сета.
На Уимблдон вернулся почти полвека спустя, в 1926 году, для того, чтобы получить памятную медаль королевы Марии как «старейший из ныне живущих Чемпионов».
До самой своей смерти, в 1946 году, Фрэнк Хедоу больше не играл в теннис.

## Победы на турнирах Большого шлема (1)
| Год  | Турнир              | Соперник в Финале | Счёт в финале |
| 1878 | Уимблдонский турнир | Спенсер Гор       | 7-5, 6-1, 9-7 |